# مهدی هنردوست
مهدی هنردوست دیپلمات ایرانی و سیاسمندار ایرانی است
ریس تشریفات وزارت خارجه ۱۴۰۲-۱۳۹۸
سفیر ایران در پاکستان ۱۳۹۴–۱۳۹۸
معاون مدیرکل غرب اروپا وزارت خارجه ۱۳۹۰–۱۳۹۴
سفیر ایران در یونان ۱۳۸۷–۱۳۹۰
ریس اداری وزارت خارجه ۱۳۸۵–۱۳۸۷
کنسول ایران در هند ۱۳۷۸–۱۳۸۲
ریس اداره شرق آسیا ۱۳۷۴–۱۳۷۸
معاون ریس اداره شرق آسیا ۱۳۷۳–۱۳۷۸
معاون سفیر ایران در چین ۱۳۶۹–۱۳۷۳
معاون ریس اداره هشتم سیاسی ۱۳۶۷–۱۳۶۹
کارشناس اداره هشتم سیاسی ۱۳۶۶–۱۳۶۷
.